# Cantó de Gien
El cantó de Gien és un cantó francès del departament de Loiret, situat al districte de Montargis. Té 11 municipis i el cap és Gien.

## Municipis
- Boismorand
- Coullons
- Gien
- Langesse
- Le Moulinet-sur-Solin
- Les Choux
- Nevoy
- Poilly-lez-Gien
- Saint-Brisson-sur-Loire
- Saint-Gondon
- Saint-Martin-sur-Ocre

## Història
| Data d'elecció                           | Identitat            | Partit          | Qualitat |
| ---------------------------------------- | -------------------- | --------------- | -------- |
| 1945-1964                                | Jean Villejean       | radical         |          |
| 1964-1994                                | Louis Boyer          | RI, després UDF |          |
| 1994-2012                                | Jean-Pierre Hurtiger | Divers droite   |          |
| 2012-                                    | Maryse Pelloile      | Divers droite   |          |
| les dades anteriors no són pas conegudes |                      |                 |          |
|                                          |                      |                 |          |

## Demografia
| A partir de 1990: Població sense dobles comptes |